# Ліндесберг (комуна)
Комуна Ліндесберг (швед. Lindesbergs kommun) — адміністративно-територіальна одиниця місцевого самоврядування, що розташована в лені Еребру у центральній Швеції.
Ліндесберг 73-я за величиною території комуна Швеції. Адміністративний центр комуни — місто Ліндесберг.

## Населення
Населення становить 23 049 чоловік (станом на вересень 2012 року). 
| Кількість населення комуни Ліндесберг за 1970-2010 роки | Кількість населення комуни Ліндесберг за 1970-2010 роки | Кількість населення комуни Ліндесберг за 1970-2010 роки | Кількість населення комуни Ліндесберг за 1970-2010 роки | Кількість населення комуни Ліндесберг за 1970-2010 роки |
| ------------------------------------------------------- | ------------------------------------------------------- | ------------------------------------------------------- | ------------------------------------------------------- | ------------------------------------------------------- |
| Рік                                                     |                                                         |                                                         | Населення                                               |                                                         |
| 1970                                                    | 1970                                                    |                                                         | 24 163                                                  | 24 163                                                  |
| 1975                                                    | 1975                                                    |                                                         | 24 545                                                  | 24 545                                                  |
| 1980                                                    | 1980                                                    |                                                         | 24 956                                                  | 24 956                                                  |
| 1985                                                    | 1985                                                    |                                                         | 24 631                                                  | 24 631                                                  |
| 1990                                                    | 1990                                                    |                                                         | 24 663                                                  | 24 663                                                  |
| 1995                                                    | 1995                                                    |                                                         | 24 835                                                  | 24 835                                                  |
| 2000                                                    | 2000                                                    |                                                         | 23 525                                                  | 23 525                                                  |
| 2005                                                    | 2005                                                    |                                                         | 23 228                                                  | 23 228                                                  |
| 2010                                                    | 2010                                                    |                                                         | 23 034                                                  | 23 034                                                  |
| Джерело: SCB                                            |                                                         |                                                         |                                                         |                                                         |

## Населені пункти
Комуні підпорядковано 9 міських поселень (tätort) та низка сільських, більші з яких:
- Ліндесберг (Lindesberg)
- Фреві (Frövi)
- Стуро (Storå)
- Феллінгсбру (Fellingsbro)
- Ведевог (Vedevåg)
- Стросса (Stråssa)
- Гуссельбю (Gusselby)
- Рамсберг (Ramsberg)

## Галерея

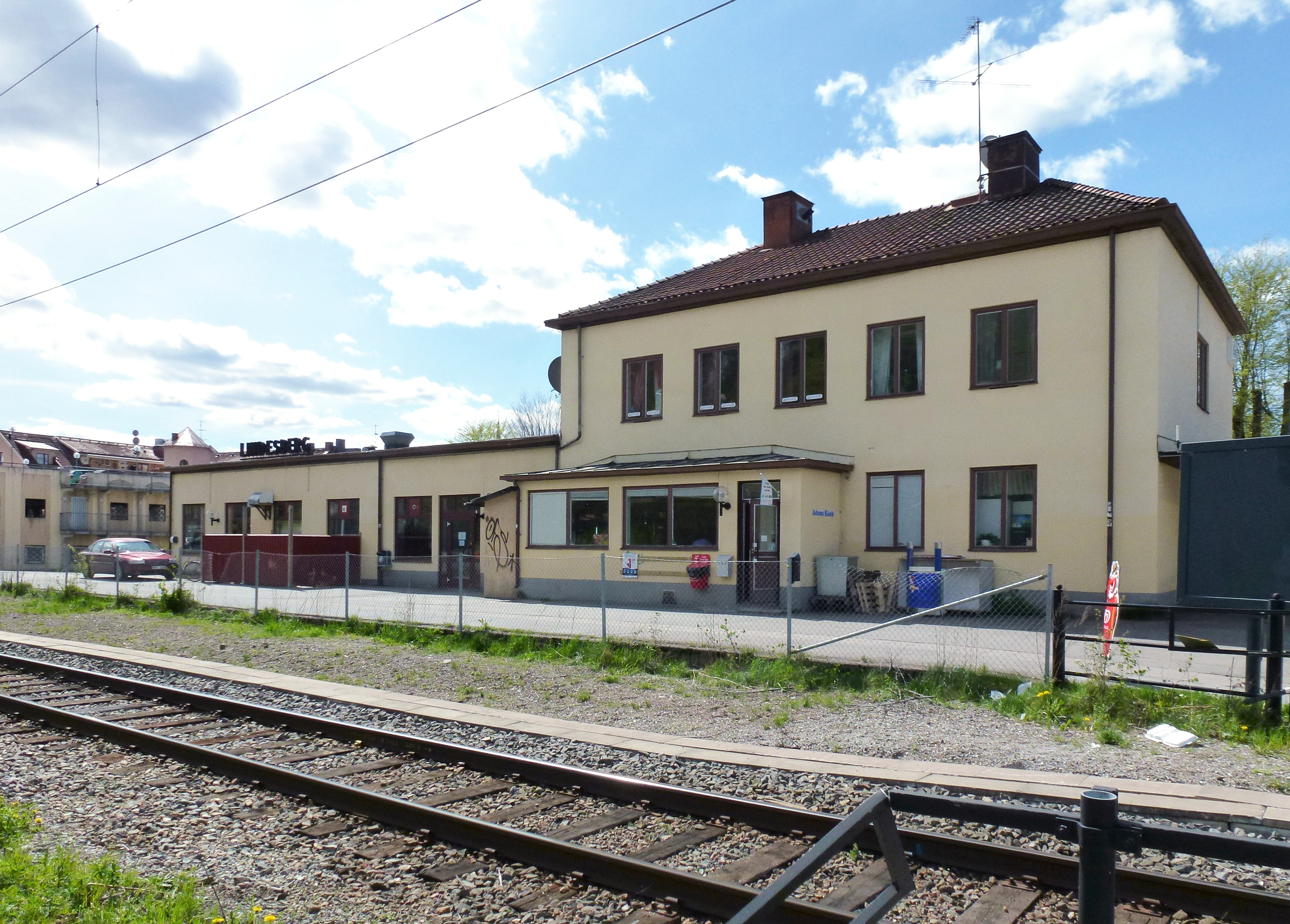
Залізнична станція Ліндесберг
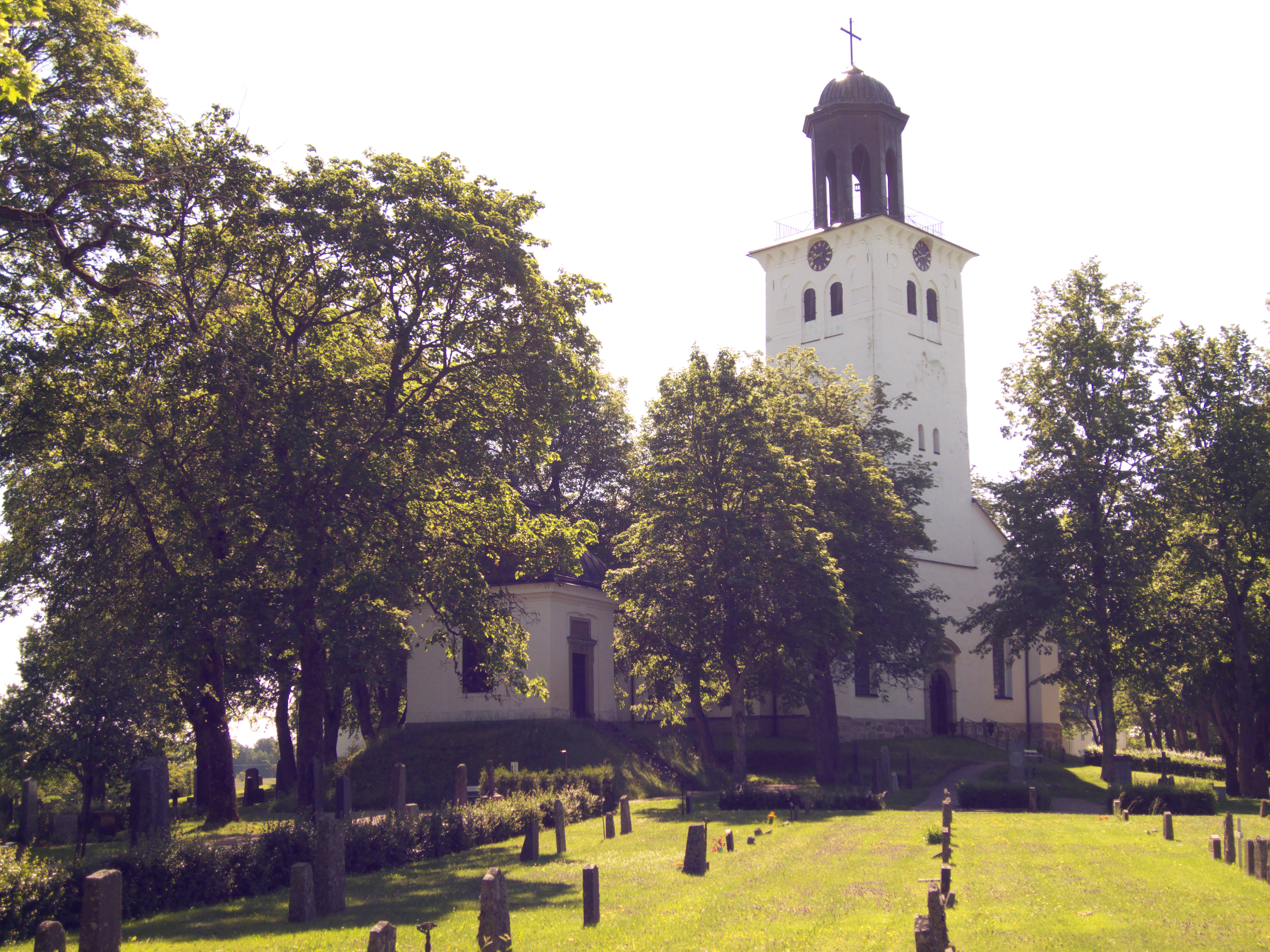
Церква (Феллінгсбру)
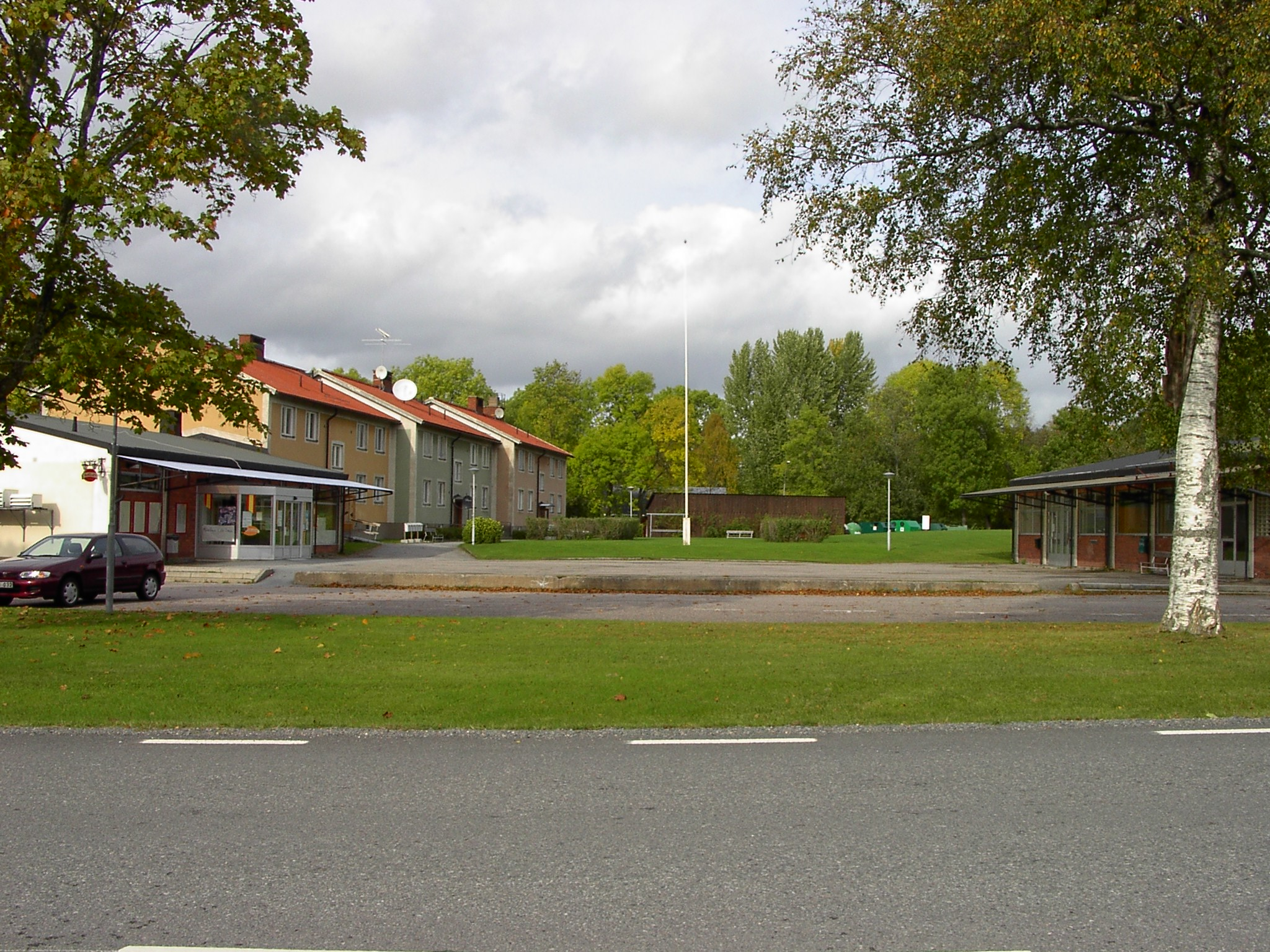
Містечко Стросса
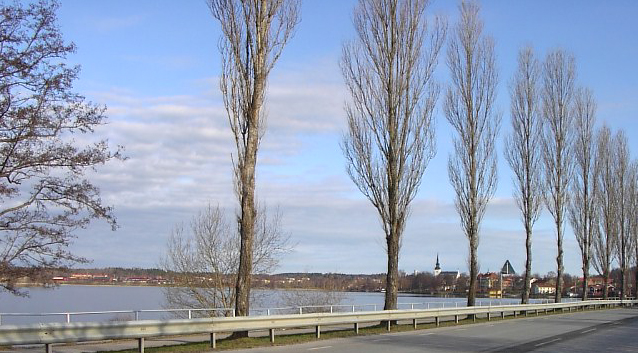
Озеро Ліндешен

## Виноски
1. ↑  Folkmangd i riket, lan och kommuner (шв.) . Центральне бюро статистики Швеції. Архів оригіналу за 20 серпня 2013. Процитовано 10 лютого 2013.